# 字元集 (數理邏輯)
字元集在不同領域中有不同意義。在邏輯學（特別是數理邏輯中）代表的是列舉出形式語言中非邏輯符號的一組集合；在泛代數中則是列舉出代數結構具代表性的運算。另外，在模型論中兩種用法皆有使用。
對邏輯學更哲學性的討論中，字元集的概念較少被提及。

## 定義
一個（單域）字元集在形式上定義為四元組{\displaystyle \sigma =\left(S_{\operatorname {func} },S_{\operatorname {rel} },S_{\operatorname {const} },\operatorname {ar} \right)}，當中{\displaystyle S_{\operatorname {func} }}與{\displaystyle S_{\operatorname {rel} }}是不包含其他基本邏輯符號的不相交集合，分別稱作
- 函數符號（例如: {\displaystyle +,\times ,0,1}）
- 關係符號或謂詞（例如: {\displaystyle \,\leq ,\,\in }）
- 常數符號（英语：Logical constant）（例如: {\displaystyle 0,1}）

以及一個函數{\displaystyle \operatorname {ar} :S_{\operatorname {func} }\cup S_{\operatorname {rel} }\to \mathbb {N} }用來為各個關係符號和邏輯符號指定一個自然數，稱為該符號的元數。元數為{\displaystyle n}的符號稱為{\displaystyle n}-元的。有些作者會將常數符號定為0-元的函數符號，其它則將常數符號分開定義。
不含函數符號的字元集稱為關係字元集，而不含關係符號的字元集稱作代數字元集。
如果{\displaystyle S_{\operatorname {func} }}與{\displaystyle S_{\operatorname {rel} }}皆為有限集合，則稱為有限字元集。更廣泛的說，字元集{\displaystyle \sigma =\left(S_{\operatorname {func} },S_{\operatorname {rel} },S_{\operatorname {const} },\operatorname {ar} \right)}的勢定義為{\displaystyle |\sigma |=\left|S_{\operatorname {func} }\right|+\left|S_{\operatorname {rel} }\right|+\left|S_{\operatorname {const} }\right|}。
字元集的語言是字元集和邏輯系統中的所有符號形成的合式公式的集合

## 其他記號
由於其形式定義對日常使用來說過於繁瑣，一些字元集的定義經常以一種非正式的方式縮寫，例如：
「阿貝爾群的標準字元集是 {\displaystyle \sigma =(+,-,0)}，當中{\displaystyle -}是一個一元算符。」
有時一個代數字元集會被視為元數的列表，例如：
「阿貝爾群的相似類型（原文：similarity type）是{\displaystyle \sigma =(2,1,0)}。」
這在形式上將函數符號定義為類似於{\displaystyle f_{0}}（2-元）、{\displaystyle f_{1}}（1-元）和{\displaystyle f_{2}}（0-元）的樣子，但也有機會看到以這種方式命名的關係符號。
在數理邏輯中通常不會允許0-元的符號，因此常數符號就必須得被分開處理。{\displaystyle S_{\operatorname {const} }}形成一個集合，並與{\displaystyle S_{\operatorname {func} }}沒有交集，且元數函數{\displaystyle \operatorname {ar} }在這集合上沒有定義。然而這只會讓事情變得複雜，尤其在用歸納法證明一個公式的結構時會需要考慮到額外的情況。雖然在此定義下0-元關係符號也是不被允許的，但我們依舊能用一個1-元關係符號，額外加上一個說明此關係的值對所有元素都相同的表達句來模擬。這種模擬方式只會在空結構中失效（但空結構照慣例通常會被排除在外）。如果允許0-元符號，則命題邏輯的公式也都會是一階邏輯的公式。
無限字元集的一個例子是使用{\displaystyle S_{\operatorname {func} }=\{+\}\cup \left\{f_{a}:a\in F\right\}}與{\displaystyle S_{\operatorname {rel} }=\{=\}}來形式化無限純量體{\displaystyle F}上向量空間的表達式和方程，當中{\displaystyle f_{a}}代表乘以純量{\displaystyle a}的1-元算符。如此便能維持單域的字元集和邏輯，論域只包含向量。

## 字元集在邏輯學和代數中的應用
在一階邏輯的語境下，字元集中的符號又被稱作非邏輯符號，因為字元集配上邏輯符號便構成了基礎的字母表，可以用於歸納的定義出兩種形式語言：字元集上項的集合與（合式）公式的集合。
在討論結構時，詮釋將函數符號和關係符號聯繫到與它們名字相襯的數學物件：一個{\displaystyle n}-元函數符號{\displaystyle f}在以{\displaystyle A}為論域的結構{\displaystyle \mathbf {A} }中的詮釋是一個函數{\displaystyle f^{\mathbf {A} }:A^{n}\to A}，而一個{\displaystyle n}-元關係符號的詮釋是一個關係 {\displaystyle R^{\mathbf {A} }\subseteq A^{n}}。當中{\displaystyle A^{n}=A\times A\times \cdots \times A}代表論域{\displaystyle A}和自己的{\displaystyle n}次笛卡兒積，如此{\displaystyle f}便成為了一個{\displaystyle n}-元函數，而{\displaystyle R}則是一個{\displaystyle n}-元關係。

## 多域字元集
多域邏輯和多域結構的字元集必須包含論域的訊息。最直接的做法便是透過符號類型。

### 符號類型
令{\displaystyle S}為一個不包含符號{\displaystyle \times } 和{\displaystyle \to }的（論域的）集合。
{\displaystyle S}上的符號類型是字母表{\displaystyle S\cup \{\times ,\to \}}上的特定詞彙：關係符號類型{\displaystyle s_{1}\times \cdots \times s_{n}}，和函數符號類型{\displaystyle s_{1}\times \cdots \times s_{n}\to s^{\prime }}，其中{\displaystyle n}為非負整數且{\displaystyle s_{1},s_{2},\ldots ,s_{n},s^{\prime }\in S} （如果{\displaystyle n=0}，則表達式{\displaystyle s_{1}\times \cdots \times s_{n}}表示空詞彙)

### 字元集
（多域）字元集是一個三元組{\displaystyle (S,P,\operatorname {type} )}包含
- 論域的集合{\displaystyle S}
- 符號的集合{\displaystyle P}
- 一個將{\displaystyle P}中的每個符號送到{\displaystyle S}上的符號類型的映射{\displaystyle \operatorname {type} }。

## 附錄
1. ↑  Mokadem, Riad; Litwin, Witold; Rigaux, Philippe; Schwarz, Thomas.  (PDF). 33rd International Conference on Very Large Data Bases (VLDB). September 2007  [27 February 2019]. （原始内容存档 (PDF)于2017-08-09）.
2. ↑  George Grätzer. . James C. Abbot  (编). . Princeton/NJ: Van Nostrand. 1967: 173–210. Here: p.173.
3. ↑  Many-Sorted Logic, the first chapter in Lecture notes on Decision Procedures, written by Calogero G. Zarba （页面存档备份，存于）.

## 外部連結
- Stanford Encyclopedia of Philosophy （页面存档备份，存于）: "Model theory （页面存档备份，存于）"—by Wilfred Hodges.
- PlanetMath: （页面存档备份，存于）的頁面"Signature （页面存档备份，存于）"介紹了此概念，但沒有提到論域的事情。
- Baillie, Jean （页面存档备份，存于）, "An Introduction to the Algebraic Specification of Abstract Data Types. （页面存档备份，存于）"